# Desde que amanece apetece
Desde que amanece apetece és una pel·lícula espanyola de comèdia del 2006 dirigida per Antonio del Real. Fou el retorn al cinema d'Arturo Fernández després de 10 anys.

## Argument
Sobreprotegit pels seus pares, l'immadur Pelayo (Gabino Diego) és expulsat del seu remot poble asturià després d'una de les seves patològiques gamberrades. És enviat a Madrid perquè prosperi a l'empara del seu oncle Lorenzo (Arturo Fernández), un empresari triomfador que va abandonar el poble fa quaranta anys. El seu pare li prohibeix tornar abans que es faci un home i trobi una bona noia per a casar-se. No obstant això, la realitat s'assembla molt poc a la imatge que Lorenzo a base de fanfarronades ha aconseguit que es tingui d'ell al seu poble. L'empresari és en realitat un tipus acabat, mánager d'un grup de boys piltrafillas que són la riota de l'ofici. Ha xifrat les seves últimes esperances vitals en les imminents noces amb Palmira (Loles León), una prostituta retirada amb un fill obès que posseeix un antre cabareter on actuen els boys de Lorenzo en comiats de soltera. L'ambiciós empresari del ram, Prados (Ángel de Andrés López), amb un grup de "boys" ben plantats i multinacionals, aspira a desbancar Lorenzo del local i del cor de Palmira. L'arribada de Pelayo posarà potes enlaire la vida de Lorenzo. Amb un candor de retardat, farà que Palmira descobreixi les trobades sexuals que Lorenzo té amb les clientes als serveis, fent malbé les noces i deixant Lorenzo i els seus nois al carrer. En la seva aspiració de convertir-se en home per a poder tornar aviat al poble, Pelayo coneixerà les delícies i amargors de l'amor mercenari en braços de Claudia (Kira Miró), una prostituta veneçolana de la qual cau perdudament enamorat. Lorenzo, que té un dubtós passat de gigoló, tindrà una idea salvadora per ell i els seus nois: muntar una agència de prostituts.

## Repartiment
- Gabino Diego - Pelayo
- Arturo Fernández - Lorenzo
- Loles León - Palmira
- Ángel de Andrés López - Prados
- Kira Miró - Claudia
- Mabel Escaño - Sra. Domínguez
- Miguel Ángel Muñoz - Máquina
- Antonio Hortelano - Huesitos
- Eloy Arenas - Alcalde
- Juan Muñoz - Vallecano

## Premis
Als Premis Godoy 2006 va rebre el premi a la pitjor pel·lícula, al pitjor muntatge i al pitjor vestuari, i va estar nominada al pitjor director, a la pitjor actriu (Kira Miró), al pitjor guió i la pitjor banda sonora.